# اورلیان کالین

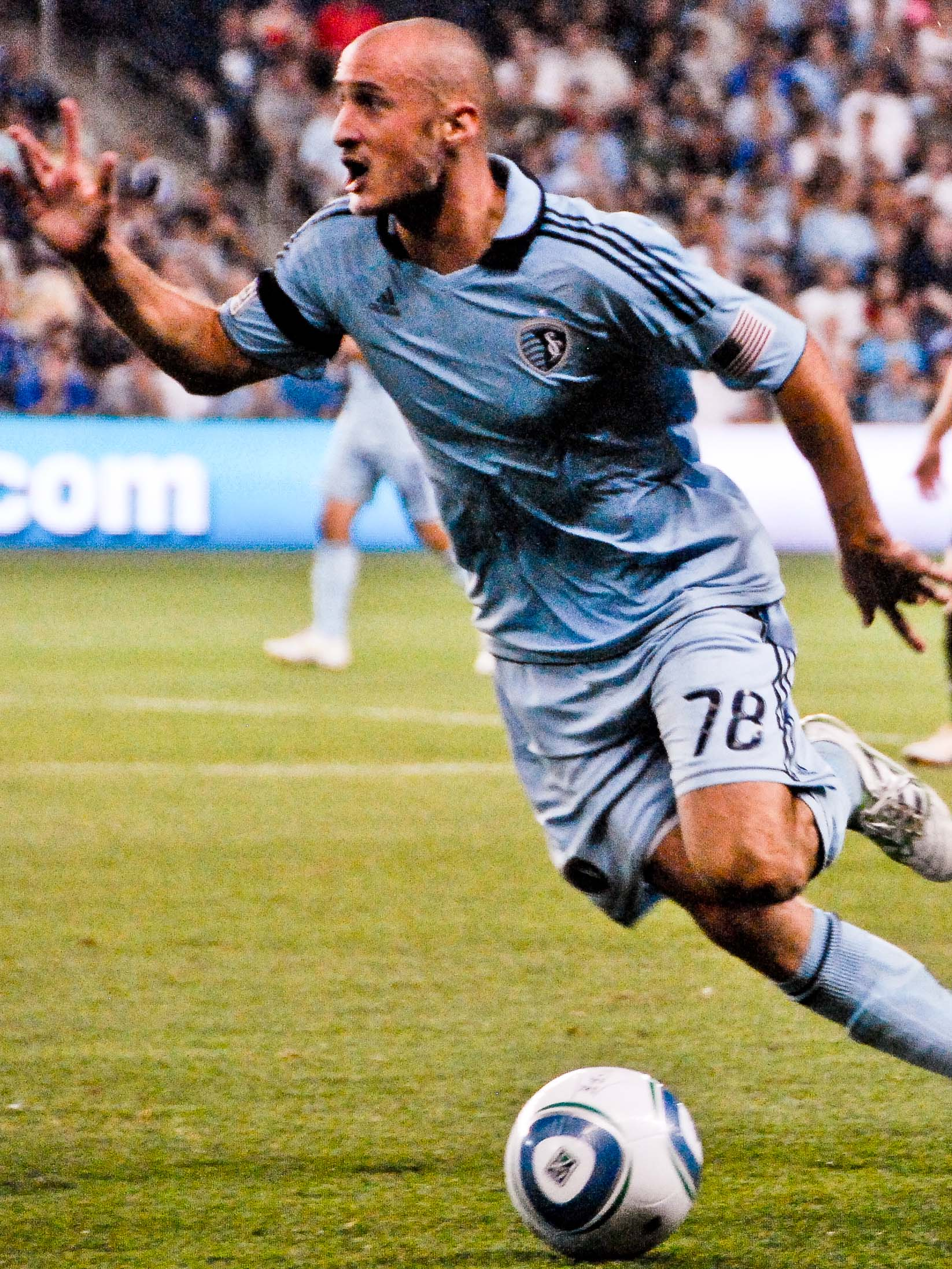

اورلیان کالین (فرانسوی: Aurélien Collin‎) بازیکن فوتبال اهل فرانسه است.
او هم‌اکنون بازیکن باشگاه اورلاندو سیتی اس سی و قبل از آن اسپورتینگ کانزاس سیتی بوده‌است.